# Randia echinocarpa
Randia echinocarpa är en måreväxtart som beskrevs av José Mariano Mociño, Sessé och Dc.. Randia echinocarpa ingår i släktet Randia och familjen måreväxter. Inga underarter finns listade i Catalogue of Life.